# Новая (Пашское сельское поселение)
Но́вая — деревня в Пашском сельском поселении Волховского района Ленинградской области.

## История
НОВАЯ — деревня князей Мышецких, по просёлочной дороге, число дворов — 18, число душ — 44 м. п. (1856 год)

НОВАЯ (ЧАГРИН КАМЕНЬ) — деревня владельческая при реке Паше, число дворов — 18, число жителей: 57 м. п., 57 ж. п. (1862 год)

В 1866 году временнообязанные крестьяне деревни выкупили свои земельные наделы у князя Н. П. Мышецкого и стали собственниками земли.
В 1874 году временнообязанные крестьяне выкупили свои земельные наделы у Е. Ф. Нелидовой.
Сборник Центрального статистического комитета описывал её так:

НОВАЯ (ЧАГРИН КАМЕНЬ) — деревня бывшая владельческая при реке Паше, дворов — 27, жителей — 135; лавка. (1885 год)

Согласно материалам по статистике народного хозяйства Новоладожского уезда 1891 года имение при селении Новая площадью 4407 десятин принадлежало жене полковника Ю. Н. Кохановой, имение было приобретено до 1868 года.
Согласно епархиальным сведениям 1899 года деревня относилась к приходу церкви Святого Иоанна Милостивого (Богоявления Господня) в селе Колголемо.
В конце XIX — начале XX века деревня административно относилась к Николаевщинской волости 3-го стана Новоладожского уезда Санкт-Петербургской губернии.
По данным «Памятной книжки Санкт-Петербургской губернии» за 1905 год деревня Новая входила в состав Николаевщинского сельского общества.
В 1917 году деревня входила в состав Николаевщинского сельсовета Николаевщинской волости Новоладожского уезда.
С 1920 по 1923 год деревня Новая входила в состав Колголемского сельсовета.
С 1923 года в составе Пашской волости Волховского уезда.
С 1924 года в составе Рыбежского сельсовета.
С 1926 года вновь в составе Николаевщинского сельсовета.
С 1927 года в составе Пашского района. В 1927 году население деревни Новая составляло 251 человек.
По данным 1933 года деревня Новая входила в состав Николаевщинского сельсовета Пашского района.

Деревня Новая на карте 1940 года

С 1955 года в составе Новоладожского района.
В 1958 году население деревни Новая составляло 75 человека.
С 1963 года в составе Волховского района.
По данным 1966 года деревня Новая также входила в состав Николаевщинского сельсовета Волховского района.
По данным 1973 года населённый пункт назывался Новая Деревня и также входил в состав Николаевщинского сельсовета.
По данным 1990 года деревня Новая входила в состав Рыбежского сельсовета Волховского района.
В 1997 году в деревне Новая Рыбежской волости проживали 8 человек, в 2002 году — 6 человек (все русские).
В 2007 году в деревне Новая Пашского СП — 1, в 2010 году — 7 человек.

## География
Деревня расположена в северо-восточной части района на автодороге 41К-021 (Паша — Часовенское — Кайвакса).
Расстояние до административного центра поселения — 21 км.
Расстояние до ближайшей железнодорожной станции Паша — 23 км.
Деревня находится на правом берегу реки Паша.

## Демография
| 1862 | 1885 | 1997 | 2002 | 2007 | 2010 | 2012 |
| ---- | ---- | ---- | ---- | ---- | ---- | ---- |
| 114  | ↗135 | ↘8   | ↘6   | ↘1   | ↗7   | ↘2   |
| 2017 |      |      |      |      |      |      |
| ↗3   |      |      |      |      |      |      |

### Национальный состав
Согласно данным Всероссийской переписи населения 2021 года в деревне проживали 5 человек, все русские.